# Gemona del Friuli
Gemona del Friuli (friuli nyelven Glemone) település Olaszországban, Friuli-Venezia Giulia régióban, Udine megyében. Lakosainak száma 10 461 fő (2023. január 1.). Gemona del Friuli Bordano, Buja, Lusevera, Osoppo, Venzone, Artegna, Montenars és Trasaghis községekkel határos.

## Népesség
A település népességének változása:
| Lakosok száma | 11 175 | 10 920 | 10 869 | 10 461 |
|               | 2008   | 2017   | 2018   | 2023   |